# Klenba (skříňový kotel)
Klenba je vestavba skříňového kotle, která prodlužuje dráhu kouřových plynů a funguje jako tepelný akumulátor.
Klenba je sestavena z šamotových cihel spojených šamotovou maltou. V kotli je zachycena na opěrkách nad nožním rámem roštem. Přední hrana klenby je uchycena na pecní trubkovnici pod vyústěním trubek. Směrem dozadu se zvedá a končí přibližně 1/4 délky topeniště před dvířky. Pokud je v kotli vestavěn varník a varné trubky, opírá se klenba obvykle i o ně. Je stavěna stejně jako klenba stabilních staveb. Lokomotivní depa parních lokomotiv proto poněkud nečekaně zaměstnávala i zedníky.
Klenby byly vestavovány především do velkých skříňových kotlů. Malé lokomotivy obvykle klenbu neměly. Jejím hlavním účelem bylo prodloužit dráhu plynů skříňovým kotlem. Plyny vyvinuté z paliva na roštu musely před vstupem do kouřových a žárových trubek válcového kotle nejprve zadem obejít klenbu a díky tomu měly dostatečný čas k dokonalejšímu shoření. V trubkách jsou již plyny příliš studené na to, aby mohly hořet. Tímto způsobem se zvýšila celková účinnost kotle. Klenba také akumulovala teplo a tím vyrovnávala nerovnoměrnosti hoření, vyvolané například poklesem teploty topeniště těsně po přiložení. Sálající klenba také přispívala k rychlejšímu rozhoření paliva.